# Псенафа
Псенафа (рус. Псенафа; адиг. Псынэф) средње велика је река на југу европског дела Руске Федерације. Протиче преко јужних делова Краснодарске покрајине и Републике Адигеје, односно преко припадајућих им Мајкопског, Красногвардејског и Белоречењског рејона. Лева је притока реке Лабе у коју се улива на њеном 15 km узводно од ушћа. Део је басена реке Кубањ и Азовског мора.
Свој ток започиње северно од града Мајкопа и тече углавном у смеру севера. Укупна дужина водотока је 101 km, док је површина сливног подручја око 460 km². Карактерише је мешовити режим храњења, а њене воде се користе углавном за наводњавање пољопривредних површина на подручју Закубањске равнице. 